# Мишин, Лев Павлович
Лев Павлович Мишин (26 октября 1930, Луга, Ленинградская область, РСФСР, СССР — 3 апреля 1993, Екатеринбург) — советский хоккеист, детский тренер. Мастер спорта СССР, заслуженный тренер РСФСР.

## Биография
Воспитанник свердловского спортклуба «Динамо» (тренер — Георгий Фирсов).
В сезоне 1949/50 выступал за свердловское «Динамо», проводившее свой первый сезон в высшей лиге.
В 1950 году перешёл в состав московских армейцев. В составе ЦДСА в сезонах 1951/52 и 1952/53 становился серебряным призёром чемпионата. В сезоне 1952/53 показал свой лучший личный результат — забросил 12 шайб. Стал первым мастером спорта СССР по хоккею с шайбой из Свердловской области.
Затем снова выступал в Свердловске за «Динамо» и «Спартак», а также за челябинский «Авангард» (13 шайб за два сезона).
После окончания игровой карьеры вернулся в Свердловск, работал детским тренером в ДСО «Спартак». Стал одним из основателей и директором ДЮСШ «Спартаковец», по его инициативе силами детей и родителей для школы был построен крытый каток. Под его руководством хоккеем занимались более 1000 детей. Многолетний организатор городского турнира «Золотая шайба». Команды школы неоднократно становились победителями и призёрами всесоюзных детских соревнований.
Награждён орденом «Знак Почёта», нагрудным знаком «Отличник физической культуры и спорта», званием «Заслуженный работник культуры РСФСР» (1980).
Скончался в Екатеринбурге 3 апреля 1993 года на 63-м году жизни. Похоронен на Сибирском кладбище.
Внесён в книгу почёта Свердловского областного совета ДСО «Спартак» (1985), в книгу памяти Министерства спорта Свердловской области под № 66.
Детский дворец спорта в Екатеринбурге носит его имя.